# Pyrodictium
Pyrodictium és un gènere d'arqueus hipertermòfils, quimiolitòtrofs i anaeròbics estrictes, que creixen a pH neutre en fonts termals submarines emprant sofre elemental com a acceptor d'electrons.
Una característica sorprenent d'aquest gènere, és que la seva temperatura òptima de creixement (105 °C) està per sobre la temperatura d'ebullició de l'aigua (a 1 atm), fet, tanmateix, no exclusiu d'aquest gènere (Pyrolobus creix a una temperatura de 113 °C).
Són bacteris amb forma de discs desiguals amb nombroses fibres proteiques amb funció adherent, constituïdes a nivell molecular de manera semblant a com ho fa la flagelina en el flagel bacterià.